# Тера
Вижте пояснителната страница за други значения на Тера.
 Тази статия е за римската богиня.  За групата острови в Егейско море вижте Санторини.  За други значения вижте Тера (пояснение).
Тера (на латински: Tellus, Terra Mater) в римската религия на римската митология е римска богиня на Земята. Римляните се обръщали към нея, когато имало земетресения. Тя се свързва с майчинството, брака, бременните жени и бременните животни. Гръцката богиня еквивалент на Тера е Гея.
Тя е призовавана заедно с Церера. Нейният храм се намирал на Carinae или Fagutal на
Есквилин. Заедно с женската богиня са почитали и един бог Телумо.
През 1798 г. Мартин Хайнрих Клапрот назовава на Тера (Telus) химическия елемент Телур.